# Трухан Мирослав Григорович
Мирослав Григорович Трухан (27 листопада 1925, м. Міори Браславського повіту, поблизу Вільнюса — 9 квітня 2011, Мюнхен) — український письменник, фейлетоніст, культурно-освітній український діяч у колишній ПНР, науковець.
Працював кореспондентом «Нашого слова», перші фейлетони публікував під псевдонімом Юрко Кучерявий.
Є автором патріотичної повісті «Сповідь Андрія Сулика» та низки оповідань.
Обвинувачений за націоналістичну діяльність, Трухан як діяч Українського суспільно-культурного товариства просидів 15 місяців у в'язниці. У 1976 виїхав як турист до Мюнхена, де і зупинився й аж 6 років чекав на сім'ю, котра залишилася в ПНР.
У Мюнхені захистив докторську дисертацію «Українці в Польщі після ІІ Світової війни (1944—1984)».
Праця Мирослава Трухана «Українці в Польщі після Другої світової війни, 1944—1984 / Передмова: Василь Маркусь. — Ню Йорк; Париж; Сидней; Торонто, 1990. — XII + 404 с.» становить Том 208 Записок Наукового товариства імені Шевченка
1992 року видав у Львові працю «Негативний стереотип українця в польській післявоєнній літературі».
Про незвичайні сторінки з біографії йдеться в його книжці «Наче вчора», що вийшла після смерті автора у Львові, в 2012.
«Фейлетони» Мирослава Трухана витримали три видання.